# Szczeciogon reliktowy
Szczeciogon reliktowy (Chaetocauda sichuanensis) – endemiczny gatunek gryzonia z rodziny popielicowatych, jedyny przedstawiciel rodzaju szczeciogon (Chaetocauda). Występuje w Wanglang Nature Reserve w północnej części chińskiej prowincji Syczuan.